# 埃米爾·法約勒
马里·埃米勒·法约尔（法語：Marie Émile Fayolle，1858年5月15日—1928年8月27日），第三共和国时期的法国元帅。
法约尔就读于巴黎综合理工学院，1873年毕业。在炮兵部队服役，从1897年到1908年，在法国高等军事学院（École supérieure de Guerre）担任炮兵专业教官，他在1914年退休，军衔为准将（brigadier general）。
第一次世界大战爆发，法约尔被法国总司令约瑟夫·霞飞召回现役，负责指挥第七十师。
1916年，法约尔任第六集团军司令，在北方集团军群的费迪南德·福煦的指挥下参加了索姆河之战。1917年初，法约尔调任第一集团军司令，1917年4月菲利普·贝当被任命为总参谋长，法约尔则转任中央集团军群司令，法约尔对福煦失望，他原本希望自己能取代贝当在1917年5月接替罗贝尔·尼维勒担任法军总司令。
1917年11月16日，意大利人在卡波雷托失利，法约尔与六个师被调到意大利任法军远征军总司令，1918年3月他被召回法国，负责指挥55个师的超强后备集团军群，组织了梅兹地区的对德军的反攻。第二次马恩河战役胜利之后，他参加了盟军反攻，直到战争结束。
战后，他任帕拉蒂纳（Palatinat）和莱茵黑森(Rheinhessen)地区占领军指挥官和盟军控制委员会的成员，1920年被选为法国最高军事委员会（French Conseil Supérieur de la Guerre）的成员。第二年2月19日，他被亚历山大·米勒兰总统授予法国元帅。
1921－1924年他任航空总监。1928年8月27日逝世于巴黎。
法国荣军院（Les Invalides）前面有法约尔元帅的一尊雕像。

## 荣誉

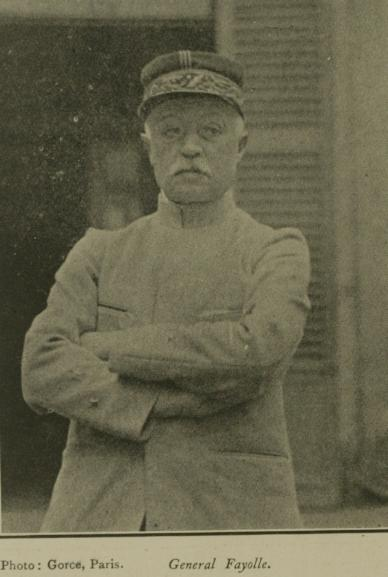
法约尔在巴黎.

- 法国荣誉军团勋章（Légion d'honneur）
  - 骑士勋位Knight - 30 December 1890
  - 军官勋位Officer - 30 December 1911
  - 司令官勋位Commander - 11 October 1914
  - 大军官勋位Grand Officer - 3 October 1916
  - 大十字勋位Grand Cross - 10 July 1918
- 军人勋章(Médaille militaire) - 21 October 1919
- 1914-1918年法国战争十字勋章（Croix de Guerre）
- 杰出服务勋章（美国） (US)